# Torsten Prenter
Torsten Prenter (* 1968 in Bingen am Rhein, Deutschland) ist ein Fernseh- und Medienmanager.

## Leben und Karriere
Er begann seine Laufbahn in der Medienbranche 1993 als Senior-Produktmanager beim Vermarkter der RTL Gruppe IP. Prenter entwickelte die Themen Programmplanung und -trends. Das führte ihn 1996 zu RTL II. Bis 2005 bekleidete er dort die Position des Leiters der strategischen Programmplanung, wo er mit dem Einkauf und der Beauftragung von Programmen wie Stargate, Big Brother, Popstars oder dem Wissensmagazin Welt der Wunder dem Sender zum Erfolg verhalf. Dann erhielt er das Angebot, den Privatsender 3+ in Zürich mitzugründen. Durch seine Programmstrategie erreichte der Sender nach den ersten vier Jahren bereits Marktanteile von etwa 5 % der werberelevanten Zielgruppe. Torsten Prenter, der maßgeblich an der Gründung des ersten Schweizer Privatsenders mitgewirkt hat, ist heute Vizepräsident des Senders.
Prenter ist verheiratet und hat zwei Kinder.

## Auszeichnungen
- 2009: Swiss Economic Award